# Bruno Tonioli
Bruno Tonioli (Ferrara, 25 novembre 1955) è un ballerino, coreografo e personaggio televisivo italiano.

## Carriera e biografia
Appare come giudice nel programma televisivo britannico Strictly Come Dancing (2004-2019) e nel suo adattamento statunitense Dancing with the Stars (2005-in corso) e Britain's Got Talent (2023-in corso). Inoltre è stato coconduttore del programma britannico DanceX (2007) e dell'adattamento americano Dance War: Bruno vs. Carrie Ann (2008). Nel ruolo di coreografo ha lavorato per molti videoclip di importanti gruppi o artisti come Tina Turner, Sting, Elton John, The Rolling Stones, Freddie Mercury, Duran Duran, Boy George e altri. Tra i suoi crediti cinematografici e televisivi vi sono invece Ella Enchanted - Il magico mondo di Ella, Little Voice - È nata una stella, Una ragazza e il suo sogno e Un'insolita missione.
Tonioli è dichiaratamente gay.